# Villiers-en-Morvan
Villiers-en-Morvan är en kommun i departementet Côte-d'Or i regionen Bourgogne-Franche-Comté i östra Frankrike. Kommunen ligger i kantonen Liernais som tillhör arrondissementet Beaune. År 2022 hade Villiers-en-Morvan 46 invånare.

## Befolkningsutveckling
Antalet invånare i kommunen Villiers-en-Morvan
Referens:INSEE